# Santuario della Madonna della Gamba
Il santuario della Beata Vergine del Miracolo della Gamba è un luogo di culto cattolico che si trova a Desenzano al Serio, frazione di Albino, in provincia e diocesi di Bergamo.
La chiesa, risalente al XVIII secolo, è dedicata al culto cattolico mariano. Venne edificato sull'abitazione dove il 9 ottobre 1440 sarebbe apparsa la Madonna alla giovane Venturina.

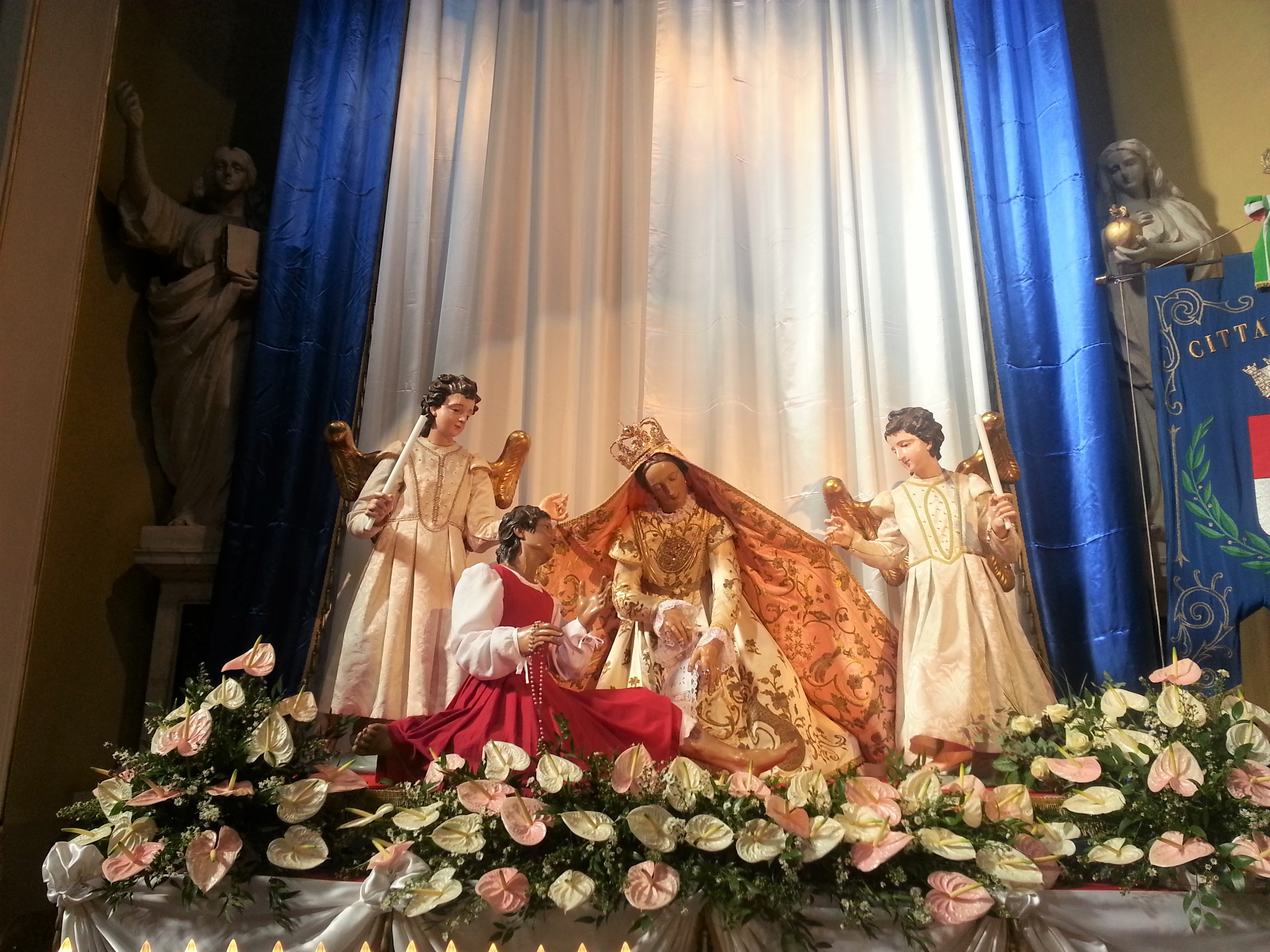
Statua della Madonna della Gamba

## Storia
Il santuario intitolato alla Madonna della Gamba si trova nel centro della frazione di Desenzano al Serio; venne edificato sopra una piccola chiesa preesistente, costruita ottemperando al lascito testamentario di Giovan Battista Marinoni detto Bettoni, che aveva donato l'abitazione dove un tempo erano avvenute l'apparizione della Madonna e la miracolosa guarigione della giovane Venturina. Il primo luogo di culto dedicato alla Madonna si trovava leggermente spostato, in località Ripa, dove si conservavano le bende miracolate, ma era molto viva la devozione nella valle così da richiedere nuovi spazi.
La prima costruzione del 1599 fu una semplice cappella che venne successivamente modificata e abbellita. Nel 1691 venne posta un architrave sulla porta d'ingresso, con il nome del cappellano Carlo Brescianini che aveva seguito la ristrutturazione; nel 1700, in occasione della visita pastorale, il vescovo Luigi Ruzzini ne fece una descrizione: "A Desenzano c'è un oratorio della B.V. Maria detta del miracolo, che ha una copertura a volta decorata con stucchi; c'è un altare con tre gradini, dai quali da un'inferriata si vede nella cripta una statua in legno della Beata Vergine, china su una bambina inferma adagiata su di un lettuccio". L'esterno della chiesa è decorato con pitture che narrano gli eventi miracolosi.
Nel 1724 l'edificio fu completamente restaurato su progetto di Giovan Battista Caniana. Il progetto aveva previsto anche la demolizione di alcune abitazioni adiacenti. Anche l'antica torre del Castel secco fu distrutta e le pietre utilizzate per la nuova costruzione, grazie all'autorizzazione della repubblica veneta. La parte strutturale venne ultimata entro il 1740.
Negli anni successivi furono costruiti gli altari laterali e quello maggiore, opera di Pier Giacomo Manni; nel 1810 fu posizionato l'organo. Nel 1824 furono eseguite le decorazioni degli stucchi, opera di Giuseppe Berlendis, mentre sempre dal Manni furono realizzati il pulpito e la balaustra. 
L'incoronazione della statua della Madonna fu eseguita il 10 ottobre 1858 dal vescovo di Lodi, Gaetano Benaglia. La corona fu trafugata nel 1914 e solo nel 1920, sempre il 10 di ottobre, fu posata una nuova corona. Il furto si è ripetuto il 22 giugno 2017, i ladri hanno rotto il vetro antisfondamento e si sono impossessati dei gioielli che ornavano il gruppo scultoreo.
Solo nel 1883 venne edificato il campanile e restaurata la cripta che ospita la statua della Vergine. Nel 1892 viene collocato sull'abside il coro ligneo opera di Andrea Fantoni.

## Descrizione

### Esterno
La chiesa, a pianta rettangolare, è accessibile dal grande sagrato ed è rivolta a est-ovest. Alla sua destra vi è il campanile costruito nel 1883, sulla cui cima è posto un angelo in rame dorato di 3,50 m., eseguito da Giuseppe Broggi. Nelle quattro nicchie vi sono le statue dei santi Paolo, Pietro, Alessandro di Bergamo e Benedetto da Norcia.

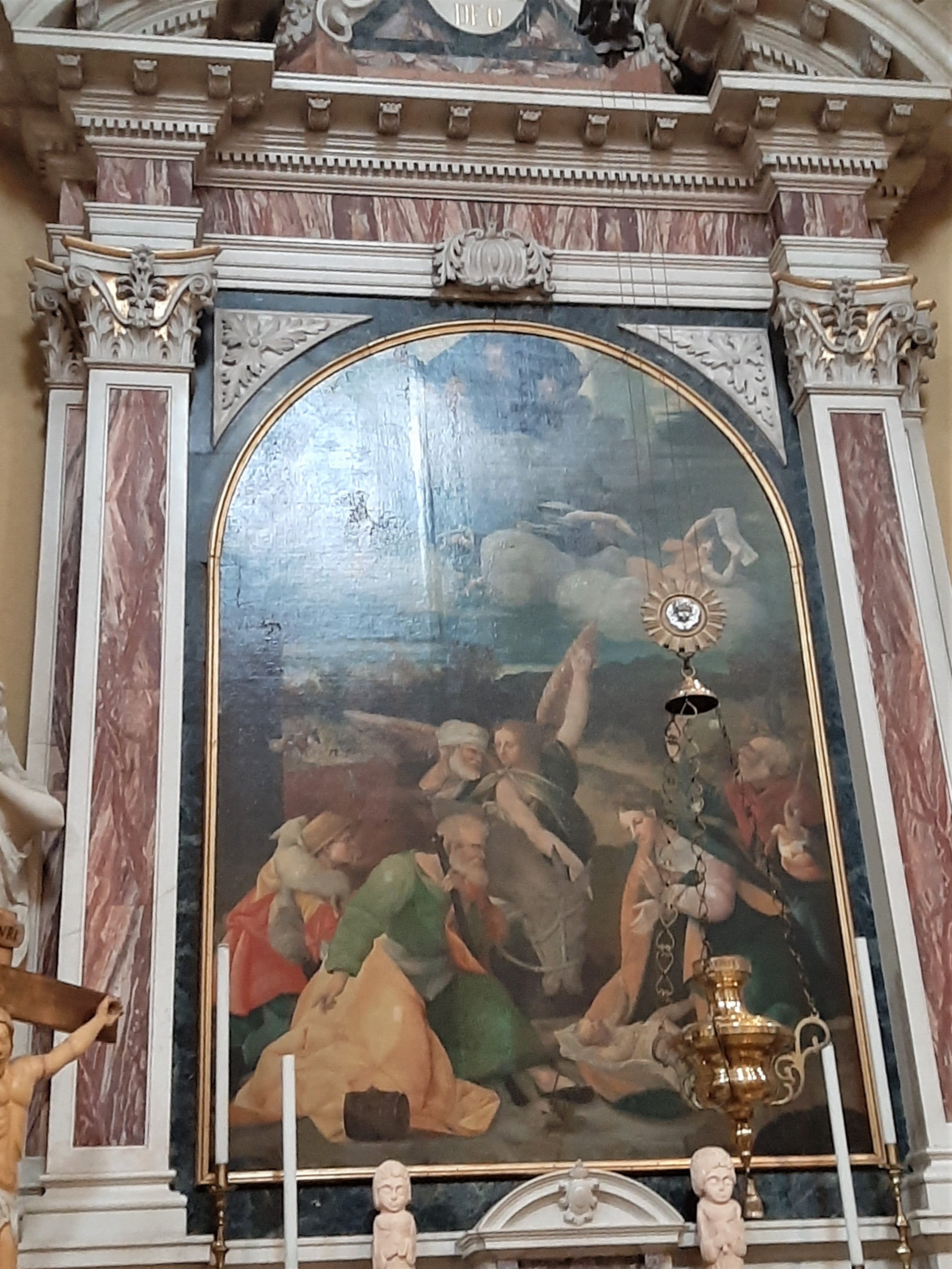
Adorazione dei pastori - Ludovico Gioia

### Interno
L'interno della chiesa è ad unica navata e ha due altari per lato. 
Il presbiterio è posizionato a un piano superiore ed è accessibile da sette gradini. Il catino dell'abside e la volta della chiesa presentano stucchi e decorazioni in stile neoclassico, eseguiti su progetto dell'architetto Giuseppe Berlendis nel 1842. Il coro ligneo è opera di Andrea Fantoni. Le tre tele presenti sono: la Fuga in Egitto opera di Francesco Capella; l'Apparizione della Madonna di Carlo Ceresa (la tela venne ampliata nel 1740 da Filippo Comerio, è visibile la cucitura che disturba la bellezza originaria del quadro); l'Annunciazione, sempre opera di Francesco Capella del 1766. Questi due lavori sono stati oggetto di restauro nel 2018 ad opera della Fondazione Credito Bergamasco, ed esposti nel palazzo del Credito. L'altare maggiore, con i due putti alati che reggono la mensa, risale al 1778 ed è opera di Pier Giacomo Manni, mentre i busti argentati dei papi e i candelabri sono lavori del cesellatore Luigi Broggi datati 1866
Il primo altare a destra della navata, intitolato a sant'Antonio di Padova, presenta una tela di Carlo Ceresa; il secondo, detto della Adorazione dei pastori, ha una tela di Lodovico Gioia del 1530 circa. Sul lato a sinistra il primo altare, intitolato alla Madonna Addolorata, presenta la tela di Enea Salmeggia, con la data e la commissione. Sull'altare successivo, dedicato a san Giuseppe, si trova la tela transito di San Giuseppe, sempre opera di Francesco Capella.
Sopra l'entrata principale, in controfacciata, vi è la tela che raffigura il miracolo del cieco nato, opera del Capella. 
Nella sacrestia si conservano un armadio in noce con intarsi, opera del Caniana, e due stendardi, intitolati alla Beata Vergine della Ripa e a san Pietro e san Paolo, lavori di Enea Salmeggia, nonché numerosi quadri.

### La cripta
Sotto il presbiterio vi è la cripta o scurolo, considerato il luogo dove era avvenuta la guarigione di Venturina e l'apparizione della Vergine. Nella cripta vi è il gruppo scultoreo eseguito da Andrea Fantoni, raffigurante la Vergine e la giovane realizzato nel 1702, mentre i due angeli laterali sono del 1713. Tutto il gruppo fu poi dipinto da Marziale Carpinoni, mentre le tela posizionata sopra il gruppo, raffigurante la Vergine che indica il luogo dove la giovane doveva deporre le bende miracolose, è stata realizzata nel 1886 da Giuseppe Carnelli. Vi sono raccolti tutti gli ex-voto per grazia ricevuta che i fedeli hanno donato alla chiesa.